# یفنیتس
یفنیتس (به آلمانی: Jävenitz) یک منطقهٔ مسکونی در آلمان است که در گراده‌لگن واقع شده‌است. یفنیتس  ۱٬۱۱۹ نفر جمعیت دارد.